# Barkingside (metropolitana di Londra)
Barkingside è una stazione della linea Central della metropolitana di Londra.

## Storia
La stazione fu aperta originariamente il 1º maggio 1903 come parte di una diramazione della Great Eastern Railway (GER) da Woodford, via Hainault, fino a Ilford. Questa diramazione, nota come Fairlop loop, progettata per stimolare lo sviluppo edilizio suburbano, ebbe delle fortune alterne. Barkingside fu chiusa al traffico passeggeri, nell'ambito delle economie della prima guerra mondiale, dal 21 maggio 1916 fino al 30 giugno 1919.
In seguito alla legge sulla riorganizzazione delle compagnie ferroviarie del 1921, la GER fu fusa nel 1923, insieme ad altre compagnie, nella London & North Eastern Railway (LNER).
Come parte dei piani di estensione orientale della linea Central, la maggior parte del Fairlop loop fu trasferita dalla LNER alla rete metropolitana, sotto il controllo del London Passenger Transport Board, nell'ambito del New Works Programme del 1935-40. I lavori erano iniziati nel 1938, ma il loro completamento fu sospeso allo scoppio della guerra e riprese solo nel 1946. I servizi ferroviari (operati con treni a vapore) per Barkingside furono sospesi il 29 novembre 1947 e i servizi della linea Central, via Gants Hill, iniziarono il 31 maggio 1948.  La linea era già stata elettrificata da Newbury Park a Hainault, per consentire di movimentare i treni vuoti fino al nuovo deposito di Hainault, dal 14 dicembre 1947.
In seguito al trasferimento alla rete metropolitana, la stazione subì poche modifiche. L'edificio, dal 22 febbraio 1979, è un monumento classificato di Grade II per la sua importanza architettonica. Il progetto fu probabilmente opera di W. H. Ashbee, l'architetto della GER. La stazione è un edificio in mattoni rossi, sormontato da una cupola. L'interno è degno di nota per il tetto a travi della bifglietteria. Entrambe le piattaforme hanno ancora le pensiline originali della GER.

## Strutture e impianti
Si tratta di una stazione con due binari serviti da due banchine laterali coperte, parzialmente, da pensiline; il fabbricato viaggiatori è adiacente al binario in direzione nord; l'altro binario è raggiungibile tramite sovrappasso. La sola piattaforma in direzione nord è accessibile a passeggeri disabili.
La stazione rientra nella Travelcard Zone 4.

## Interscambi
Nelle vicinanze della stazione effettuano fermata alcune linee urbane automobilistiche, gestite da London Buses.
- Fermata autobus[4]

## Galleria d'immagini

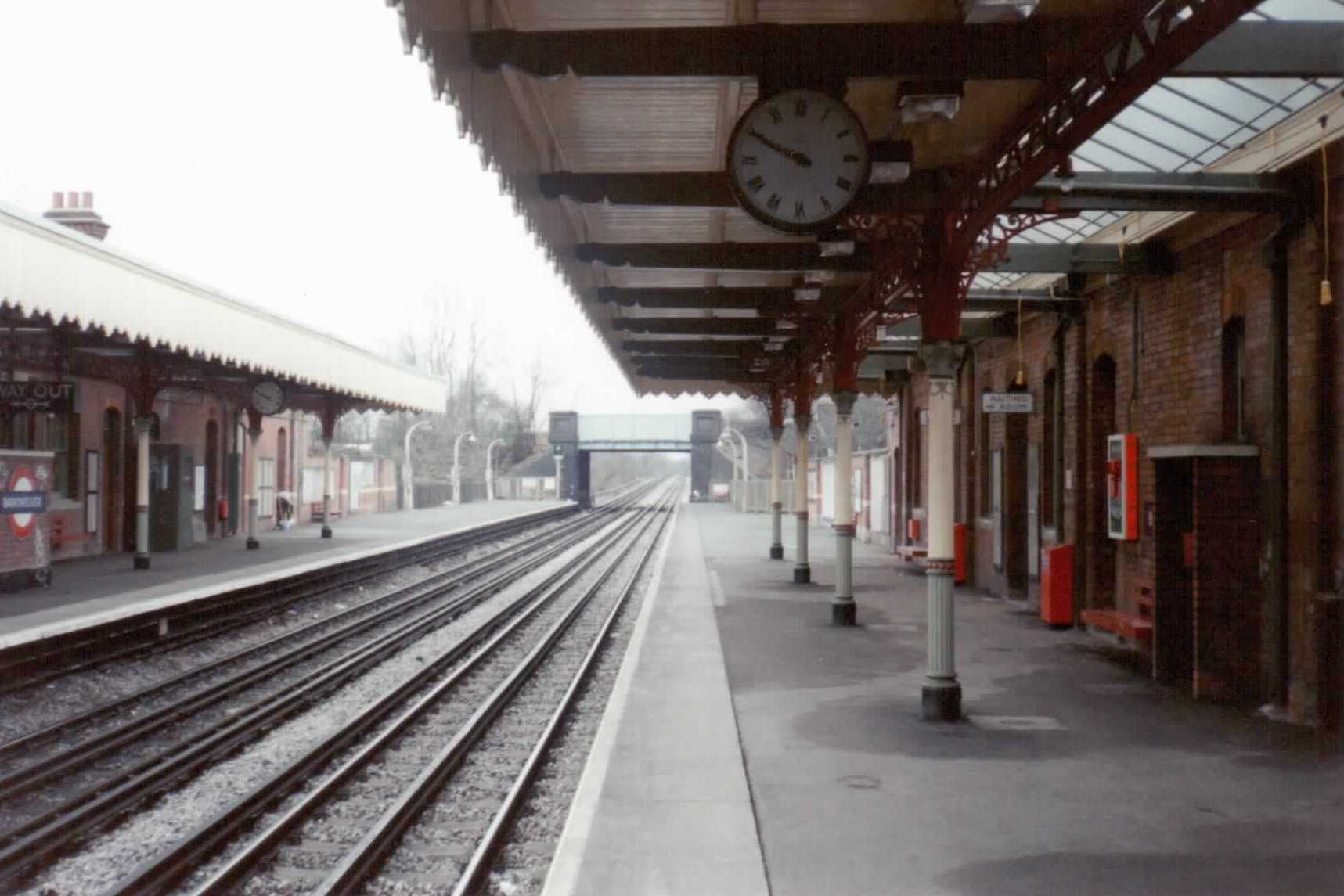
La stazione di Barkingside, con le tettoie originali della GER tuttora esistenti
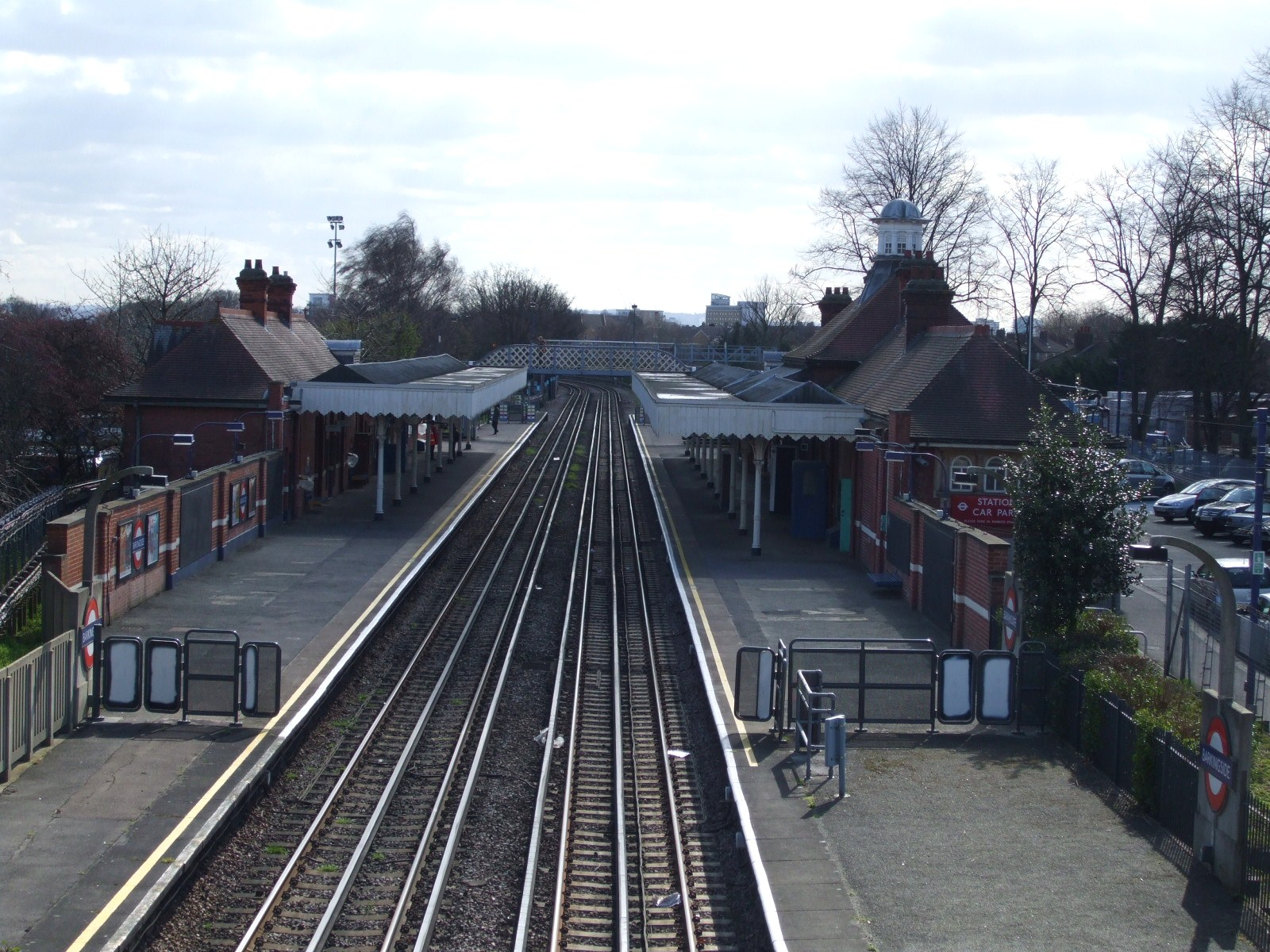
La stazione in direzione sud, vista dal ponte pedonale
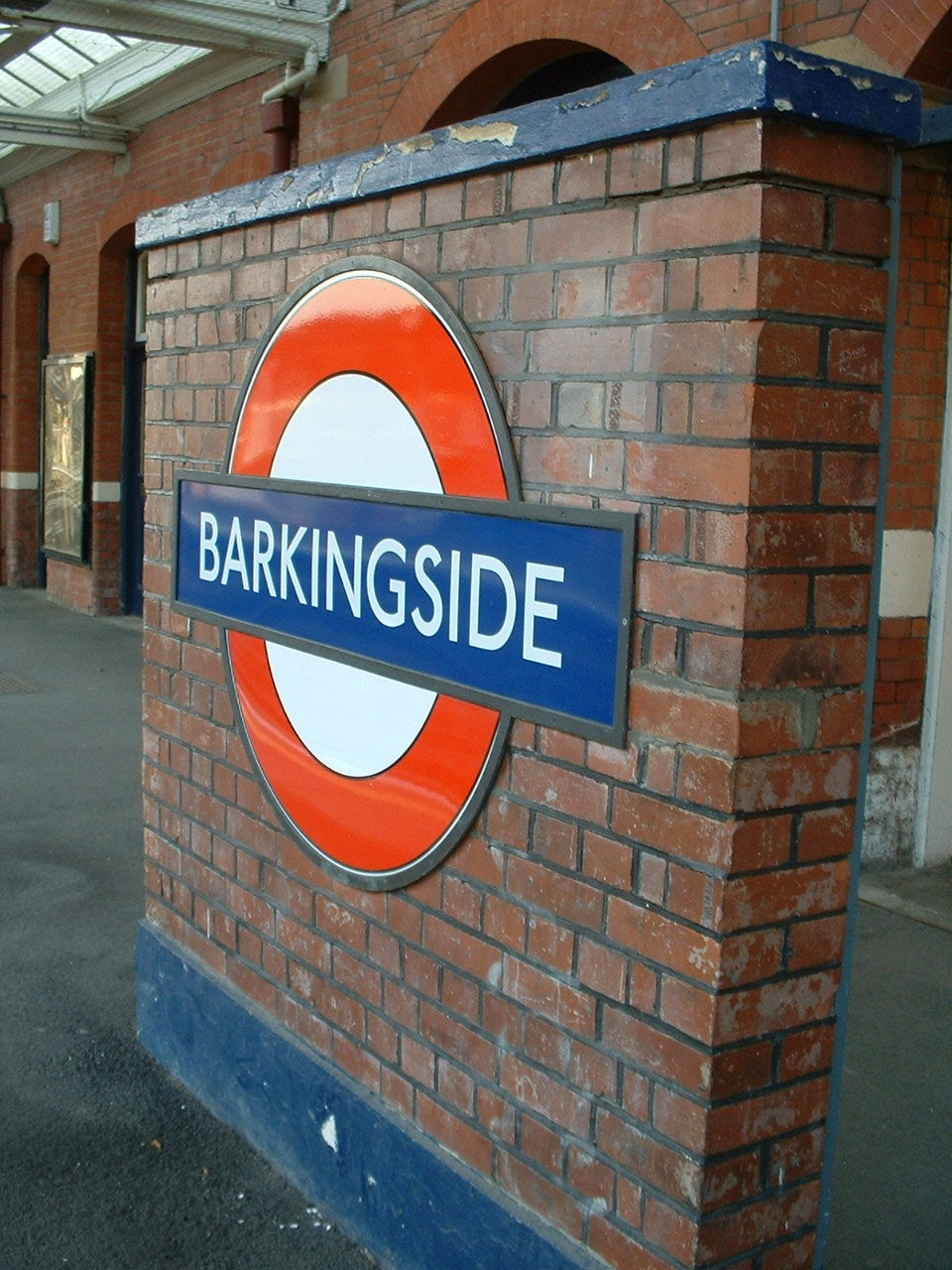
Roundel sulla piattaforma della stazione
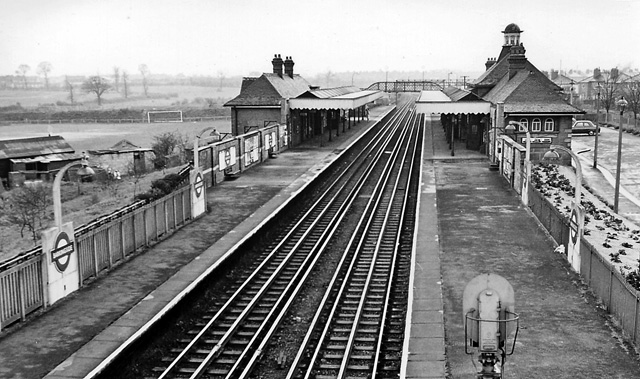
La stazione di Barkingside nel 1961